# Деляпсий
Деляпсий (от лат. delabi — соскальзывать) — оползневые образования (Коллювий). Отложения гравитационного ряда, породы или грунты, смещенные вниз по склону в результате оползней.

## Описание
Собственно деляпсием называются отложения верхней части оползня. Отличается отсутствием сортировки материала, оползневые отложения перемешаны и превращены в бесструктурную массу. Различаются отложения оползней на суше (субаэральный деляпсий) и на дне водных бассейнов (субаквальный деляпсий). Последний также называется олистостромами.